# LOL: Last One Laughing
LOL: Last One Laughing of LOL is een format van een Prime Video-programma dat wereldwijd wordt uitgezonden. In het programma zitten komieken met elkaar in een huis waar ze niet mogen lachen. De serie, die een bewerking is van de Japanse serie Hitoshi Matsumoto Presents Documental (geproduceerd door hoofdrolspeler Hitoshi Matsumoto), kent onder andere versies in Mexico, Australië, Canada, Duitsland, Frankrijk, Italië, Spanje en Nederland.

## Nederland
De Nederlandse versie genaamd LOL: Last One Laughing Nederland wordt gepresenteerd door de Vlaamse komieken Philippe Geubels en Jeroom Snelders.

### Opzet
In het programma verblijven tien komieken zes uur lang in een huis dat volhangt met camera's. De bedoeling is dat ze niet lachen om hun collega's: bij de eerste keer lachen gebeurt er niks, maar bij de tweede keer ligt diegene uit het spel. Degene die als laatste overblijft wint 50.000 euro voor het goede doel. Deelnemers mogen zelf voorwerpen meenemen het huis in. In de woonkamer staat een gong – als een komiek daarop slaat is de rest verplicht om (zonder te lachen) naar een act van die komiek te kijken. Wanneer een deelnemer lacht, maken de presentatoren dat kenbaar door een druk op de zoemer.

#### Seizoen 1
Het eerste seizoen vond plaats in Zweden en kwam vanaf 20 januari 2023 beschikbaar op Prime Video. Dit seizoen bestond uit zes delen, waarvan de laatste drie een week later op 27 januari beschikbaar kwamen. Deelnemers waren Henry van Loon, Tineke Schouten, Stefano Keizers, Nienke Plas, Rayen Panday, Ruben van der Meer, Soundos El Ahmadi, Alex Ploeg, Roué Verveer en Bas Hoeflaak. De winnaar was Hoeflaak. Het werd de best bekeken Nederlandse Prime Video-serie tot dan toe, waarvan Het fluitlied van Hoeflaak viraal ging en meer dan 17 miljoen keer werd bekeken.

#### Seizoen 2
Het tweede seizoen werd in maart 2023 aangekondigd en was vanaf 27 december dat jaar te zien op Prime Video. Aan het seizoen namen Van der Meer en Panday opnieuw deel, naast Arjan Ederveen, Jelka van Houten, Leo Alkemade, Soumaya Ahouaoui, Rick Paul van Mulligen, Nabil Aoulad Ayad, Bram Krikke en Anniek Pheifer. Het seizoen werd opgenomen in de NEP-studio's in de Zweedse hoofdstad Stockholm. In dit seizoen waren ook gastoptredens van andere komieken. Het seizoen werd gewonnen door Pheifer.

#### Seizoen 3
Op 17 januari 2025 verschenen Geubels en Snelders in het derde seizoen van deze serie met de terugkerende komieken Ruben van der Meer, Bram Krikke en Leo Alkemade. Zij namen het op tegen de nieuwkomers Jennifer Hoffman, Jörgen Raymann, Tina de Bruin, Jeroen Spitzenberger, Nils Verkooijen, Isabelle Kafando en het duo Plien en Bianca. Dit seizoen telde zes afleveringen en werd wederom opgenomen in Zweden in samenwerkingsverband tussen NEP Sweden en NEP The Netherlands. Het seizoen werd gewonnen door Raymann.